# Spermacoce rotundifolia
Spermacoce rotundifolia är en måreväxtart som först beskrevs av Nils Johan Andersson, och fick sitt nu gällande namn av Francis Raymond Fosberg. Spermacoce rotundifolia ingår i släktet Spermacoce och familjen måreväxter.
Artens utbredningsområde är Galápagosöarna. Inga underarter finns listade i Catalogue of Life.